# طرديلن أمريكي
طرديلن أمريكي (الاسم العلمي:Tordylium americanum)  هو نوع غير مؤكد من النباتات يتبع جنس الطرديلن من الفصيلة الخيمية.